# Marisa Masullo
Marisa Masullo, née le 8 mai 1959 à Milan, est une athlète italienne, spécialiste du sprint.

## Biographie
Recordwoman italienne du 100 m et du 200 m, avant Manuela Levorato, toujours titulaire du record du 60 m en salle en 7 s 19 depuis 1983, c'est l'athlète italienne qui a eu le plus de convocations dans l'équipe nationale (79 fois entre 1977 et 1993). Elle a remporté 42 titres nationaux dont 30 individuels.

### Palmarès
| Date | Compétition                    | Lieu        | Résultat | Épreuve   | Performance   |
| ---- | ------------------------------ | ----------- | -------- | --------- | ------------- |
| 1979 | Jeux méditerranéens            | Split       | 2e       | 100 m     | 11 s 66       |
| 1979 | Jeux méditerranéens            | Split       | 1re      | 200 m     | 23 s 26       |
| 1979 | Jeux méditerranéens            | Split       | 2e       | 4 × 100 m | 45 s 32       |
| 1981 | Universiade                    | Bucarest    | 2e       | 200 m     | 23 s 36       |
| 1983 | Championnats d'Europe en salle | Budapest    | 3e       | 60 m      | 7 s 19        |
| 1983 | Jeux méditerranéens            | Casablanca  | 2e       | 100 m     | 11 s 47       |
| 1983 | Jeux méditerranéens            | Casablanca  | 3e       | 200 m     | 23 s 12       |
| 1983 | Jeux méditerranéens            | Casablanca  | 2e       | 4 × 100 m | 44 s 79       |
| 1984 | Jeux olympiques                | Los Angeles | 6e       | 4 × 400 m | 3 min 30 s 82 |
| 1986 | Championnats d'Europe          | Stuttgart   | 5e       | 4 × 400 m | 3 min 32 s 30 |
| 1987 | Jeux méditerranéens            | Lattaquié   | 1re      | 200 m     | 23 s 35       |
| 1987 | Jeux méditerranéens            | Lattaquié   | 2e       | 4 × 100 m | 45 s 17       |
| 1991 | Jeux méditerranéens            | Athènes     | 1re      | 200 m     | 23 s 21       |
| 1991 | Jeux méditerranéens            | Athènes     | 2e       | 4 × 100 m | 43 s 67       |
| 1991 | Championnats du monde          | Tokyo       | 7e       | 4 × 100 m | 43 s 76       |

### Records
| Épreuve              | Performance | Lieu     | Date             |
| -------------------- | ----------- | -------- | ---------------- |
| 60 mètres (en salle) | 7 s 19      | Budapest | 6 mars 1983 (RN) |
| 100 mètres           | 11 s 29     | Turin    | 24 juin 1980     |
| 200 mètres           | 22 s 88     | Vérone   | 1er juin 1984    |
| 400 mètres           | 52 s 41     | Florence | 12 juin 1985     |